# Branding Broadway
Branding Broadway er en amerikansk stumfilm fra 1918 af William S. Hart.

## Medvirkende
- William S. Hart som Robert Sands
- Seena Owen som Mary Lee
- Arthur Shirley som Larry Harrington
- Andrew Robson som Harrington Sr
- Lew Short som Dick Horn